# أندريس فيرنانديز مورينو
أندريس فيرنانديز مورينو (بالإسبانية: Andrés Fernández Moreno) (مواليد 17 ديسمبر 1986 في مرسية - إسبانيا) لاعب كرة قدم إسباني يلعب حاليا لصالح نادي الدرجة الأولى أوساسونا الإسباني منذ 2005 في مركز حارس مرمى .

## وصلات خارجية
- أندريس فيرنانديز مورينو على موقع قاعدة بيانات كرة القدم.إي يو (الإنجليزية)
- أندريس فيرنانديز مورينو على موقع Soccerbase.com (لاعب) (الإنجليزية)
- أندريس فيرنانديز مورينو على موقع Soccerway.com (الإنجليزية)
- أندريس فيرنانديز مورينو على موقع عالم كرة القدم.نت (الإنجليزية)
- أندريس فيرنانديز مورينو على موقع AS.com (الإسبانية)